# Пер Юган Аксельссон
Пер Юган Аксельссон (швед. Per-Johan Axelsson; нар. 26 лютого 1975, Кунгельв, Вестра-Йоталанд, Швеція) — шведський хокеїст, лівий нападник.

## Клубна кар'єра
1993-1997 роках виступав за шведську команду «Вестра Фрелунда» з Гетеборга. У сьомому раунді драфта НХЛ 1995 був обраний командою «Бостон Брюїнс». В чемпіонаті Швеції 1996-97 встановив особистий рекорд результативності - 19 закинутих шайб. В Національній хокейній лізі провів одинадцять сезонів (1997-2004, 2005-2009). За «Бостон Брюїнс» провів у регулярному чемпіонаті 797 матчів (287 набраних очок) та на стадії плей-офф — 54 матчі (7 очок). Під час локауту 2004-05 виступав у Швеції. Вніс вагомий внесок у перемогу «Фрелунди» в елітному дивізіоні шведського хокею. До цього ж клубу повернувся і в 2009 році. Завершив виступи в 2013 році.

## Виступи у збірній
У складі збірної Швеції був учасником двох Олімпіад (2002, 2006). Здобув золоту олімпійську медаль на іграх у Турині.
Брав участь у шести чемпіонатах світу (2000 - 2005). На світових чемпіонатах виграв по дві срібні (2003, 2004) та бронзові нагороди (2001, 2002). Всього на Олімпійських іграх та чемпіонатах світу провів 55 матчів (17 закинутих шайб). Учасник кубку світу 2004 (чотири матчі).

## Досягнення
- Олімпійський чемпіон (1): 2006
- Срібний призер чемпіонату світу (2): 2003, 2004
- Бронзовий призер чемпіонату світу (2): 2001, 2002
- Чемпіон Швеції (1): 2005

## Статистика

### Клубні виступи
| Сезон           | Клуб              | Ліга            | Регулярний сезон | Регулярний сезон | Регулярний сезон | Регулярний сезон | Регулярний сезон | Плей-оф | Плей-оф | Плей-оф | Плей-оф | Плей-оф |
| Сезон           | Клуб              | Ліга            | І                | Г                | П                | О                | ШХ               | І       | Г       | П       | О       | ШХ      |
| --------------- | ----------------- | --------------- | ---------------- | ---------------- | ---------------- | ---------------- | ---------------- | ------- | ------- | ------- | ------- | ------- |
| 1993–94         | «Вестра Фрелунда» | Елітсерія       | 11               | 0                | 0                | 0                | 4                | 4       | 0       | 0       | 0       | 0       |
| 1994–95         | «Вестра Фрелунда» | Елітсерія       | 8                | 2                | 1                | 3                | 6                | —       | —       | —       | —       | —       |
| 1995–96         | «Вестра Фрелунда» | Елітсерія       | 36               | 15               | 5                | 20               | 10               | 13      | 3       | 0       | 3       | 10      |
| 1996–97         | «Вестра Фрелунда» | Елітсерія       | 50               | 19               | 15               | 34               | 34               | 3       | 0       | 2       | 2       | 0       |
| 1997–98         | «Бостон Брюїнс»   | НХЛ             | 82               | 8                | 19               | 27               | 38               | 6       | 1       | 0       | 1       | 0       |
| 1998–99         | «Бостон Брюїнс»   | НХЛ             | 77               | 7                | 10               | 17               | 18               | 12      | 1       | 1       | 2       | 4       |
| 1999–00         | «Бостон Брюїнс»   | НХЛ             | 81               | 10               | 16               | 26               | 24               | —       | —       | —       | —       | —       |
| 2000–01         | «Бостон Брюїнс»   | НХЛ             | 81               | 8                | 15               | 23               | 27               | —       | —       | —       | —       | —       |
| 2001–02         | «Бостон Брюїнс»   | НХЛ             | 78               | 7                | 17               | 24               | 16               | 6       | 2       | 1       | 3       | 6       |
| 2002–03         | «Бостон Брюїнс»   | НХЛ             | 66               | 17               | 19               | 36               | 24               | 5       | 0       | 0       | 0       | 6       |
| 2003–04         | «Бостон Брюїнс»   | НХЛ             | 78               | 7                | 17               | 24               | 16               | 6       | 2       | 1       | 3       | 6       |
| 2004–05         | «Фрелунда»        | Елітсерія       | 33               | 4                | 9                | 13               | 83               | 14      | 1       | 10      | 11      | 18      |
| 2005–06         | «Бостон Брюїнс»   | НХЛ             | 59               | 10               | 18               | 28               | 4                | —       | —       | —       | —       | —       |
| 2006–07         | «Бостон Брюїнс»   | НХЛ             | 55               | 11               | 16               | 27               | 52               | —       | —       | —       | —       | —       |
| 2007–08         | «Бостон Брюїнс»   | НХЛ             | 75               | 13               | 16               | 29               | 15               | 7       | 0       | 0       | 0       | 2       |
| 2008–09         | «Бостон Брюїнс»   | НХЛ             | 75               | 6                | 24               | 30               | 16               | 11      | 0       | 1       | 1       | 2       |
| 2009–10         | «Фрелунда»        | Елітсерія       | 47               | 10               | 16               | 26               | 51               | 5       | 1       | 0       | 1       | 6       |
| 2010–11         | «Фрелунда»        | Елітсерія       | 50               | 4                | 10               | 14               | 41               | —       | —       | —       | —       | —       |
| 2011–12         | «Фрелунда»        | Елітсерія       | 52               | 2                | 12               | 14               | 22               | 4       | 0       | 0       | 0       | 2       |
| 2012–13         | «Фрелунда»        | Елітсерія       | 49               | 6                | 10               | 16               | 10               | 2       | 0       | 0       | 0       | 2       |
| Всього в Швеції | Всього в Швеції   | Всього в Швеції | 356              | 67               | 81               | 148              | 275              | 45      | 5       | 12      | 17      | 38      |
| Всього в НХЛ    | Всього в НХЛ      | Всього в НХЛ    | 797              | 103              | 184              | 287              | 276              | 54      | 4       | 3       | 7       | 24      |

### Збірна
| Рік                | Команда            | Турнір             | І  | Г  | П  | О  | ШХ |
| ------------------ | ------------------ | ------------------ | -- | -- | -- | -- | -- |
| 1995               | Швеція             | МЧС                | 7  | 2  | 3  | 5  | 2  |
| 2000               | Швеція             | ЧС                 | 6  | 1  | 3  | 4  | 2  |
| 2001               | Швеція             | ЧС                 | 9  | 3  | 6  | 9  | 12 |
| 2002               | Швеція             | ЗОІ                | 4  | 0  | 0  | 0  | 2  |
| 2002               | Швеція             | ЧС                 | 5  | 3  | 3  | 6  | 4  |
| 2003               | Швеція             | ЧС                 | 9  | 4  | 3  | 7  | 16 |
| 2004               | Швеція             | ЧС                 | 7  | 2  | 3  | 5  | 8  |
| 2004               | Швеція             | КС                 | 4  | 0  | 0  | 0  | 2  |
| 2005               | Швеція             | ЧС                 | 7  | 1  | 0  | 1  | 2  |
| 2006               | Швеція             | ЗОІ                | 8  | 3  | 3  | 6  | 0  |
| Національна збірна | Національна збірна | Національна збірна | 59 | 17 | 21 | 38 | 48 |